# Greatest Remix Hits 1
A Greatest Remix Hits 1 Kylie Minogue ausztrál énekesnő remixalbuma. 1993-ban jelent meg Japánban, 1997. szeptember 1-jén Ausztráliában újra kiadásra került.

## Számlista
| 1.  | I Should Be So Lucky (The Bicentennial Remix)                  | 6:12 |
| 2.  | Got to Be Certain (Ashes to Ashes - The Extra Beat Boys Remix) | 6:51 |
| 3.  | The Loco-Motion (The Sankie Remix)                             | 6:54 |
| 4.  | Je Ne Sais Pas Pourquoi (Moi Non Plus Mix)                     | 5:53 |
| 5.  | Made in Heaven                                                 | 3:29 |
| 6.  | All I Wanna Do                                                 | 6:02 |
| 7.  | It’s No Secret (Extended)                                      | 5:33 |
| 8.  | Hand on Your Heart (Dub)                                       | 5:32 |
| 9.  | Just Wanna Love You                                            | 3:33 |
| 10. | Never Too Late (Extended)                                      | 6:10 |
| 11. | We Know the Meaning of Love                                    | 5:53 |

| 1.  | Step Back in Time (Walkin' Rhythm Mix)                          | 7:59 |
| 2.  | What Do I Have to Do (Remix)                                    | 7:06 |
| 3.  | Shocked (DNA Mix)                                               | 6:14 |
| 4.  | Word is Out                                                     | 5:51 |
| 5.  | Keep on Pumpin’ It (Astral Flight Mix)                          | 6:53 |
| 6.  | If You Were with Me Now (feat. Keith Washington)                | 5:10 |
| 7.  | Do You Dare (New Rave Mix)                                      | 6:39 |
| 8.  | Finer Feelings (Brothers in Rhythm 7" Mix)                      | 3:45 |
| 9.  | Closer (Edit)                                                   | 3:58 |
| 10. | What Kind of Fool (Heard All That Before) (Tech No Logical Mix) | 6:53 |
| 11. | Celebration (Have a Party Mix)                                  | 7:02 |

## Külső hivatkozások
- Kylie Minogue hivatalos honlapja (angol nyelven)